# Lẩu cá kèo
Lẩu cá kèo là một món ăn dân dã phổ biến ở các tỉnh miền Nam Việt Nam. Ngày nay, trong quá trình giao lưu văn hóa lẩu cá kèo đã xuất hiện tại rất nhiều nhà hàng tại Hà Nội.

## Cách làm

### Chuẩn bị

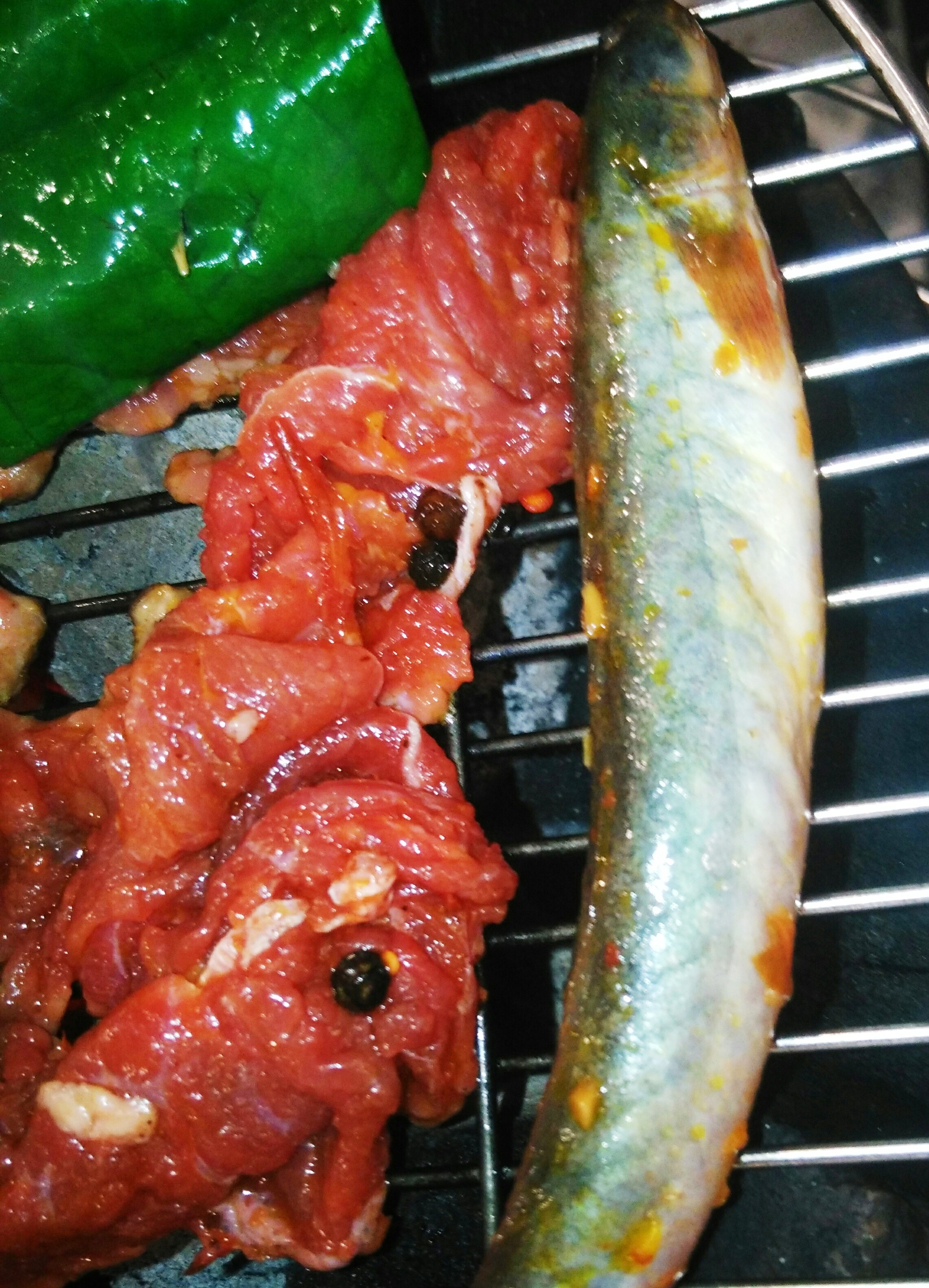
Cá kèo

- Cá kèo để nguyên con rửa sạch nhớt, bỏ vào tô đậy nắp lại
- Lá giang nhặt lá, bỏ dây, rửa sạch, để ráo, vò nát
- Rau đắng lấy lá non, rửa, để ráo
- Rau nhút nhặ rửa sạch, giá và muống bào, chuối bào cũng thế
- Lá ngổ và ngò gai rửa sạch
- Cà chua bỏ hột, cắt múi cau, phi hành tím xào sơ
- Tỏi băm phi vàng
- Hành tím bào mỏng theo chiều xuôi, phi vàng

### Nấu
- 1,5 lít nước lạnh nấu sôi cho lá giang vào, nêm gia vị gồm một thìa muối + hai thìa đường + một thìa mì chính + một thìa nước mắm ngon. Khi sôi nhắc xuống, nước dùng có vị chua ngọt là được.

### Trình bày
- Múc nước lèo ra lẩu, trên mặt để vài lát ớt, tỏi phi, hành phi, lá ngổ vàngò gai cắt nhỏ. Khi ăn nấu lẩu sôi mở nắp đổ cá kèo vào (làm nhanh tay) và dậy nắp lại, cá chín gắp ra đĩa, ăn nóng.
- Xếp một dĩa bún, một dĩa các loại rau, một dĩa nước mắm ớt
- Lẩu cá kèo dùng kèm với rau đắng, bún, chanh và nước mắm sống.